# Omni (Roman)
Omni (englischer Titel: Omni) ist ein Science-Fiction-Roman des deutschen Schriftstellers Andreas Brandhorst und erschien 2016 im Piper Verlag. Es ist das erste Buch aus dem sogenannten Omniversum.

## Inhalt

### Kurzfassung
Omni ist ein Zusammenschluss von 14 Superzivilisationen, die über das Universum wachen. Omni ernannte einst sechs Menschen, unter ihnen auch Aurelius, zu seinen Reisenden. Er stattete sie mit verlängertem Leben aus und trug ihnen auf, den Willen Omnis auszuüben.
Das Buch dreht sich um Aurelius, den ehemaligen Agenten Forrester, seine Tochter Zinnober und den Intellekt von Forresters Schiff Casandra.
Aurelius soll ein gefährliches Omni-Artefakt aus dem gestrandeten Frachter Kuritania bergen. Forrester bekommt von der Agentur, seinem ehemaligen Arbeitgeber, den Auftrag, Aurelius zu entführen. Diese haben das Artefakt bereits in ihren Besitz gebracht und möchten es mit Aurelius’ Hilfe wieder aktivieren. Doch die Mission gerät außer Kontrolle und Forrester, Zinnober und Aurelius finden sich in einem undurchsichtigen Spiel wieder, das die Zukunft des gesamten Universums beeinflussen könnte.

### Handlung
Der Reisende Aurelius bekommt von Omni den Auftrag, ein geheimnisvolles Artefakt an Bord des im Sprawl gestrandeten Frachters Kuritania zu bergen. Zur gleichen Zeit lebt der ehemalige Agent der Organisation „Agentur“ Forrester mit seiner Tochter Zinnober auf einem einsamen Planeten irgendwo an Rande der Milchstraße. Ein Mitarbeiter der Agentur, ein Wefing mit dem Namen Rubens, spürt sie jedoch auf und bedroht die beiden. Forrester soll den Reisenden Aurelius entführen und zur Agentur bringen, da sie sonst Zinnober an einen alten Feind von Forrester, den Duka von Javaid, ausliefern. Dieser nennt ihm auch die Kuritania als Ausgangspunkt seiner Suche nach dem Reisenden.
Forrester bricht mit seinem Schiff, der „Sonnenwind“ sofort auf und macht sich auf den Weg zu Nathan, seinem früheren Mentor und ehemaligem Chef der Agentur. Er möchte Zinnober bei ihm unterbringen, da sie dort sicher ist. Diese schleicht sich allerdings kurz vor Forresters Abreise wieder auf die Sonnenwind. Forrester entscheidet sich widerwillig dazu, Zinnober mit auf die gefährliche Reise zu nehmen. Dort tritt Forrester auch zum ersten Mal in Kontakt mit einem Engel. Dies sind Bewohner des Sprawls, eines übergeordneten Mediums, das die meisten Zivilisationen zum Reisen mit Überlichtgeschwindigkeit nutzen.
Ihr erster Zwischenstopp ist die Kuritania. Sie hoffen dort auf Aurelius zu treffen. Bei ihrer Suche auf dem zerstörten Frachter treffen sie jedoch nur auf den Parakosmiker Trifon Corneille. Die Parakosmiker haben besondere Fähigkeiten und können, anders als die meisten anderen Rassen im Universum, ohne mentale und körperliche Schmerzen direkt mit den Engeln im Sprawl in Kontakt treten. Er rät Forrester und Zinnober, Aurelius auf dem bewohnten Mond Caledonnia Vier des Gasriesen Caledonnia zu suchen.
Auf dem Weg dorthin werden sie allerdings von einem Likotha, ein mit psionischen Kräften ausgestatteter Helfer des Duka, angegriffen und die Sonnenwind schwer beschädigt sowie Forrester verletzt. Um die Folgen des Zusammentreffens mit dem Likotha zu reparieren bzw. Forrester zu heilen, machen sie einen Zwischenstopp auf einer Raumstation bei Caledonnia Vier. Nach seiner Heilung kann Forrester dort den ungefähren Aufenthaltsort von Aurelius bestimmen. Zinnober wird allerdings kurz danach von dem Likotha entführt und nach Javaid gebracht.
In seiner Verzweiflung eruiert Forrester den genauen Aufenthaltsort von Aurelius und dem ebenfalls nachgereisten Nathan. Er entführt beide, da er hofft, Aurelius könnte den Duka dazu bringen Zinnober freizulassen. Bei ihrer Ankunft auf Javaid ist es allerdings bereits zu spät und Zinnober wurde in einem Strafstein gefangen. In Folge einer Schießerei zwischen Forrester und einigen Gestaltwandler der Agentur wird Nathan getötet und Aurelius von ihnen entführt. Da Zinnobers Strafstein zu zerbrechen droht, tritt Forrester erneut mit den Engeln in Kontakt. Diese greifen in die Kausalität des Universums ein und verhindern dadurch Zinnobers Tod.
Die Agentur hat es mittlerweile geschafft, das Artefakt zu bergen. Es handelt sich um eine allmächtige Omni-Maschine, die verschiedenste Omni-Artefakte herstellen kann. Benedikt, der neue Leiter der Agentur, möchte sich mit Aurelius’ Hilfe Zugang zur Maschine verschaffen. Sie schaffen es, immer weiter in das Herz der Maschine einzudringen. Durch eine List entkommt Aurelius der Agentur und flüchtet sich auf den nahen Planeten Usher.
Forrester und Zinnober sind mittlerweile auf Mechanika, einem komplett von einer Stadt bedeckten Planeten, angekommen. Dort wollen sie die Sonnenwind endgültig reparieren lassen. Sie werden allerdings bereits als Verbrecher gesucht und beim Versuch, ein Schiff zu stehlen, festgenommen. Sie sollen für ihre Verbrechen hart bestraft werden.
Dies kann jedoch durch einen Legislator, einem Vollstrecker von Omni, verhindert werden. Dieser schafft es, die beiden zu befreien und ihnen ein neues Schiff zu beschaffen. Nach der Übertragung des Schiffsintellekts machen sich Forrester, Zinnober und Cassandra auf den Weg zum Planeten Usher.
Dort ist die Lage bereits völlig außer Kontrolle geraten. Durch das aggressive Vordringen der Agentur ist das Artefakt in einen Verteidigungsmodus übergegangen und beginnt sämtliche Materie in seiner Umgebung aufzusaugen. Davon betroffen ist auch der Planet selbst. Durch die Gravitationskräfte der Maschine wurden große Teile seiner Oberfläche verwüstet. Der stark geschwächte Aurelius schafft es nur mit Hilfe der Verwalterin von Usher vom Planeten zu fliehen und wird kurz darauf von Forrester gerettet. Durch ein riskantes Manöver und dem erneuten Kontakt mit den Engeln gelingt es den vieren den Schutzschild der Maschine zu durchdringen. Im Inneren wurden sämtliche Mitarbeiter der Agentur getötet. Auch Benedikts Körper ist bereits ausgelöscht, sein Geist jedoch überlebte durch ein Omni-Artefakt. Aurelius verbindet sich mit letzter Kraft mit der Maschine und tötet Benedikt. Durch die vorangegangenen Ereignisse stirbt Aurelius kurz darauf.
Forrester und Zinnober bringen die Maschine in den Sprawl, wo sie sie an die Engel übergeben.
Um Aurelius’ letzten Wunsch zu erfüllen, beerdigen sie ihn auf der seit Jahrhunderten völlig zerstörten Erde. Dort erfahren sie von Aurelius’ Mission, Forrester und Zinnober als Reisende für Omni zu gewinnen. Beide stimmen dem Vorschlag zu und begeben sich zusammen mit einem Angehörigen der Superzivilisationen an einen unbekannten Ort.

## Kritik
„Science Fiction vom Allerfeinsten. Hochspannende, intelligente und philosophische Space Opera vom derzeit besten deutschen Science-Fiction-Autor.“

„Der Roman ‚Omni‘ bietet fesselnde und nachhaltige Sciene-Fiction-Unterhaltung mit vielen klugen Fragen und dem berühmten ‚sense of wonder‘.“

„Eine unglaublich kompakte, umfangreiche und spannende Geschichte, in einem weit entfernten Universum.“

„Die Geschichte ist packend, umfangreich und, wie auch das Universum dahinter, sehr gut durchdacht. Dazu gibt es wieder tolle Figuren und die eine oder andere Passage, die nachdenklich stimmt und nachhallt. Es wundert mich nicht, dass Brandhorst zur Speerspitze der deutschen SciFi-Autoren gehört.“

## Hörbuch
- Omni, gelesen von Richard Barenberg, Hörbuch Hamburg HHV

## Fortsetzung
Im Mai 2017 erschien das zweite Buch des Omniversums mit dem Titel Das Arkonadia-Rätsel. Auch dieses dreht sich wieder um Forrester und Zinnober, die mittlerweile als Reisende von Omni unterwegs sind.

## Nominierungen
- Kurd-Laßwitz-Preis (2017): Sieger in der Kategorie „Bester Roman“
- Deutscher Science-Fiction-Preis (2017): 2. Platz in der Kategorie „Bester deutschsprachiger Roman“
- Deutscher Phantastik Preis (2017): eingetragen in der Longlist „Bester Deutscher Roman“